# Mayonaka Heart Tune
Mayonaka Heart Tune (真夜中ハートチューン Mayonaka Hāto Chūn?) es una serie de manga japonesa escrita e ilustrada por Masakuni Igarashi. La serie comenzó a publicarse en la revista Weekly Shōnen Magazine de Kōdansha en septiembre de 2023 y se ha recopilado en nueve volúmenes tankōbon desde junio de 2025. La serie se publica simultáneamente en inglés en el servicio digital K Manga de Kodansha. Una adaptación televisiva de anime producida por Gekkō se estrenará en 2026.

## Sinopsis
Arisu Yamabuki, estudiante de segundo año de preparatoria, busca a una chica llamada Apollo, una locutora de radio cuyo rostro y nombre real desconoce. Un día, Arisu encuentra una pista sobre Apollo en el club de radiodifusión de la preparatoria a la que asiste. Allí, conoce a cuatro hermosas chicas que sueñan con "conseguir un trabajo relacionado con la voz". Arisu se compromete a cumplir los sueños de cada una de ellas para descubrir la verdadera identidad de Apollo.

## Personajes
Arisu Yamabuki (山吹 有栖 Yamabuki Arisu?)
El protagonista, estudiante de segundo de preparatoria, escuchaba a una locutora de radio conocida solo por el alias de Apolo durante la secundaria y está decidido a descubrir su verdadera identidad.
Shinobu Uzuki (雨月 しのぶ Uzuki Shinobu?)
 Seiyū: Ayane Sakura (PV), Miku Itō (anime)
Es una estudiante de secundaria y miembro del club de radiodifusión. Su meta es ser locutora.
Nene Himekawa (日芽川 寧々 Himekawa Nene?)
 Seiyū: Ayane Sakura (PV), Rumi Okubo (anime)
Es una estudiante de secundaria y miembro del club de radiodifusión. Su meta es ser actriz de doblaje.
Iko Kirino (霧乃 イコ Kirino Iko?)
 Seiyū: Ayane Sakura (PV), Sayumi Suzushiro (anime)
Es una estudiante de preparatoria y miembro del club de radiodifusión. Su meta es convertirse en VTuber.
Rikka Inohana (井ノ華 六花 Inohara Rikka?)
 Seiyū: Ayane Sakura (PV), Momoko Seto (anime)
Es una estudiante de secundaria y miembro del club de radiodifusión. Su meta es ser cantante.

## Contenido de la obra

### Manga
Mayonaka Heart Tune está escrita e ilustrada por Masakuni Igarashi y comenzó a serializarse en la revista Weekly Shōnen Magazine de Kōdansha el 20 de septiembre de 2023. También se lanza simultáneamente en inglés en el servicio digital K Manga de Kodansha.
El primer volumen se lanzó el 15 de diciembre de 2023. Para promocionarlo, se publicó un artículo con una entrevista y colaboración con la VTuber Shigure Ui, junto con comentarios de la actriz de voz Kana Hanazawa. El segundo volumen se lanzó el 16 de febrero de 2024. Para promocionarlo, se publicó un video con Ayane Sakura prestando su voz a los personajes femeninos.
| Volúmenes de manga publicados | Volúmenes de manga publicados | Volúmenes de manga publicados |
| Número                        | Fecha de lanzamiento          | ISBN                          |
| ----------------------------- | ----------------------------- | ----------------------------- |
| 1                             | 15 de diciembre de 2023       | ISBN 978-4-06-533754-7        |
| 2                             | 16 de febrero de 2024         | ISBN 978-4-06-534570-2        |
| 3                             | 17 de abril de 2024           | ISBN 978-4-06-535415-5        |
| 4                             | 17 de junio de 2024           | ISBN 978-4-06-535777-4        |
| 5                             | 17 de septiembre de 2024      | ISBN 978-4-06-536773-5        |
| 6                             | 15 de noviembre de 2024       | ISBN 978-4-06-537511-2        |
| 7                             | 17 de enero de 2025           | ISBN 978-4-06-538132-8        |
| 8                             | 17 de marzo de 2025           | ISBN 978-4-06-538706-1        |
| 9                             | 17 de junio de 2025           | ISBN 978-4-06-539757-2        |
| 10                            | 17 de septiembre de 2025      | ISBN 978-4-06-540709-7        |

### Anime
El 14 de marzo de 2025 se anunció una adaptación de la serie de televisión de anime. Será producida por Gekkō y dirigida por Masayuki Takahashi, con guiones escritos por Yukie Sugawara y personajes diseñados por Tomoyuki Shitaya. La serie se estrenará en 2026.

## Recepción
La serie ocupó el puesto 14 en la categoría impresa en los décimos Next Manga Awards en 2024.